# Coppa Intercontinentale 1965
La Coppa Intercontinentale 1965 è stata la sesta edizione del trofeo riservato alle squadre vincitrici della Coppa dei Campioni e della Coppa Libertadores. Fu vinta dall'Inter, al suo secondo titolo di campione del mondo.

## Avvenimenti
A dodici mesi di distanza si ritrovano di fronte gli italiani dell'Inter e gli argentini dell'Independiente in una sorta di rivincita, ma come nell'edizione precedente saranno i nerazzurri ad aggiudicarsi il trofeo. La partita d'andata è giocata a San Siro e sostanzialmente dominata dai nerazzurri che, complice la tattica attendista impostata dall'allenatore ospite, si portano in vantaggio dopo appena tre minuti grazie a Peiró. Poco dopo Mazzola raddoppia con un tiro di destro e perfeziona la personale doppietta con una bella rovesciata nel secondo tempo.
L'atmosfera ad Avellaneda per la partita di ritorno è tutt'altro che amichevole: i giocatori interisti, prima del fischio d'inizio, sono fatti oggetto di una sassaiola da parte dei tifosi argentini, che provocherà contusioni ad alcuni elementi della squadra ospite (Peiró, Suárez e l'allenatore Herrera). Nonostante questo clima intimidatorio, replicatosi in campo (il portiere Sarti subirà numerosi lanci di oggetti dagli spalti della tifoseria argentina) la difesa interista regge all'assalto dell'Independiente e, grazie allo 0-0 finale, l'Inter si porta a casa la seconda coppa consecutiva.
Nel 2017, la FIFA ha equiparato i titoli della Coppa del mondo per club e della Coppa Intercontinentale, riconoscendo a posteriori anche i vincitori dell'Intercontinentale come detentori del titolo ufficiale di "campione del mondo FIFA", inizialmente attribuito soltanto ai vincitori della Coppa del mondo per club.

## Tabellini

### Andata
| Arbitro: | Rudolf Kreitlein |

|                                                                                |            |                                                                                          |
| Peiró 3’ Mazzola 22’, 59’                                                      | Marcatori  |                                                                                          |
| Sarti Burgnich Facchetti Bedin Guarneri Picchi Jair Mazzola Peiró Suárez Corso | Formazioni | Santoro Navarro Pavoni Acevedo Guzmán Ferreiro Bernao de la Mata Avallay Rodríguez Savoy |
| Herrera                                                                        | Allenatori | Giúdice                                                                                  |

### Ritorno
| Arbitro: | Yamasaki |

|                                                                             |            |                                                                                |
| Santoro Navarro Pavoni Ferreiro Rolan Guzmán Bernao Mura Avallay Mori Savoy | Formazioni | Sarti Burgnich Facchetti Bedin Guarneri Picchi Jair Mazzola Peiró Suárez Corso |
| Giúdice                                                                     | Allenatori | Herrera                                                                        |